# حملة الصحراء السورية (ديسمبر 2016–أبريل 2017)
كان هجوم جنوب البادية السورية 2017 حملة عسكرية شنتها القوات المتمردة السورية التابعة للجبهة الجنوبية للجيش السوري الحر وحلفائهم في جنوب البادية السورية و‌جبال القلمون الشرقية. وكان الهدف من الهجوم هو طرد تنظيم الدولة الإسلامية من البادية في جنوب سوريا وفتح طريق إمداد بين منطقتين يسيطر عليهما المتمردون.